# Торган Азар
Торган Азар (хол. Thorgan Hazard; Ла Лувјер, 29. март 1993) белгијски је фудбалер и репрезентативац, који тренутно наступа за Андерлехт. Његов старији брат Едан је такође фудбалер.

## Каријера
Рођен је 29. марта 1993. у Ла Лувјеру. Први професионални уговор је потписао 2010. године са Лансом, почео је да игра за други тим. У сезони 2011/12, прекомандован је у први тим Ланса, а наступио је на 14 лигашких мечева.
Дана 24. јула 2012. године Торган је прешао у Челси, али је одмах послат на позајмицу у Зулте Варегем, где је провео наредне две сезоне. У јануару 2014. проглашен је за најбољег играча сезоне у белгијској лиги.
На позајмицу у Борусију из Менхенгладбаха одлази 5. јула 2014. године. На крају сезоне клуб је откупио његов уговор те је и формално постао играч Борусије. Постепено је постао кључна фигура у немачком тиму. У сезони 2017/18. био је најбољи стрелац Борусије у Бундеслиги са 10 постигнутих голова.

## Репрезентација
Дебитовао је 29. маја 2013. године за репрезентацију Белгије у пријатељском мечу против америчке репрезентације.
Селектор Мартинез га је уврстио међу 23 фудбалера Белгије за Светско првенство 2018. године у Русији. Играо је на мечевима групне фазе против Панаме и Енглеске.

### Голови за репрезентацију
| Бр. | Датум             | Место                         | Противник | Гол | Резултат | Такмичење                                |
| --- | ----------------- | ----------------------------- | --------- | --- | -------- | ---------------------------------------- |
| 1   | 10. октобар 2017. | Стадион краља Бодуена, Брисел | Кипар     | 2:0 | 4:0      | Квалификације за Светско првенство 2018. |

## Статистика каријере

### Репрезентативна
Статистика до 24. марта 2021.
| Белгија | Белгија | Белгија |
| Год.    | Наступи | Голови  |
| ------- | ------- | ------- |
| 2013    | 1       | 0       |
| 2014    | 0       | 0       |
| 2015    | 0       | 0       |
| 2016    | 1       | 0       |
| 2017    | 6       | 1       |
| 2018    | 11      | 2       |
| 2019    | 7       | 2       |
| 2020    | 5       | 0       |
| 2021    | 1       | 1       |
| Укупно  | 32      | 5       |